# فرد هارگریوز
فرد هارگریوز (به انگلیسی: Fred Hargreaves) بازیکن فوتبال زادهٔ ۱۶ اوت ۱۸۵۸ و درگذشتهّ ۵ آوریل ۱۸۹۷ اهل کشور انگلستان بود که سابقهٔ بازی در تیم ملی فوتبال انگلستان را در کارنامهٔ خود داشت. وی در تاریخ ۱۵ مارس ۱۸۸۰ نخستین بازی ملی خود را در مقابل تیم ملی فوتبال ولز انجام داد و با حضور در ۳ بازی ملی، در تاریخ ۱۸ فوریه ۱۸۸۲ واپسین بازی ملی‌اش را در برابر تیم ملی فوتبال ایرلند برگزار کرد.